# Sermón de las flores

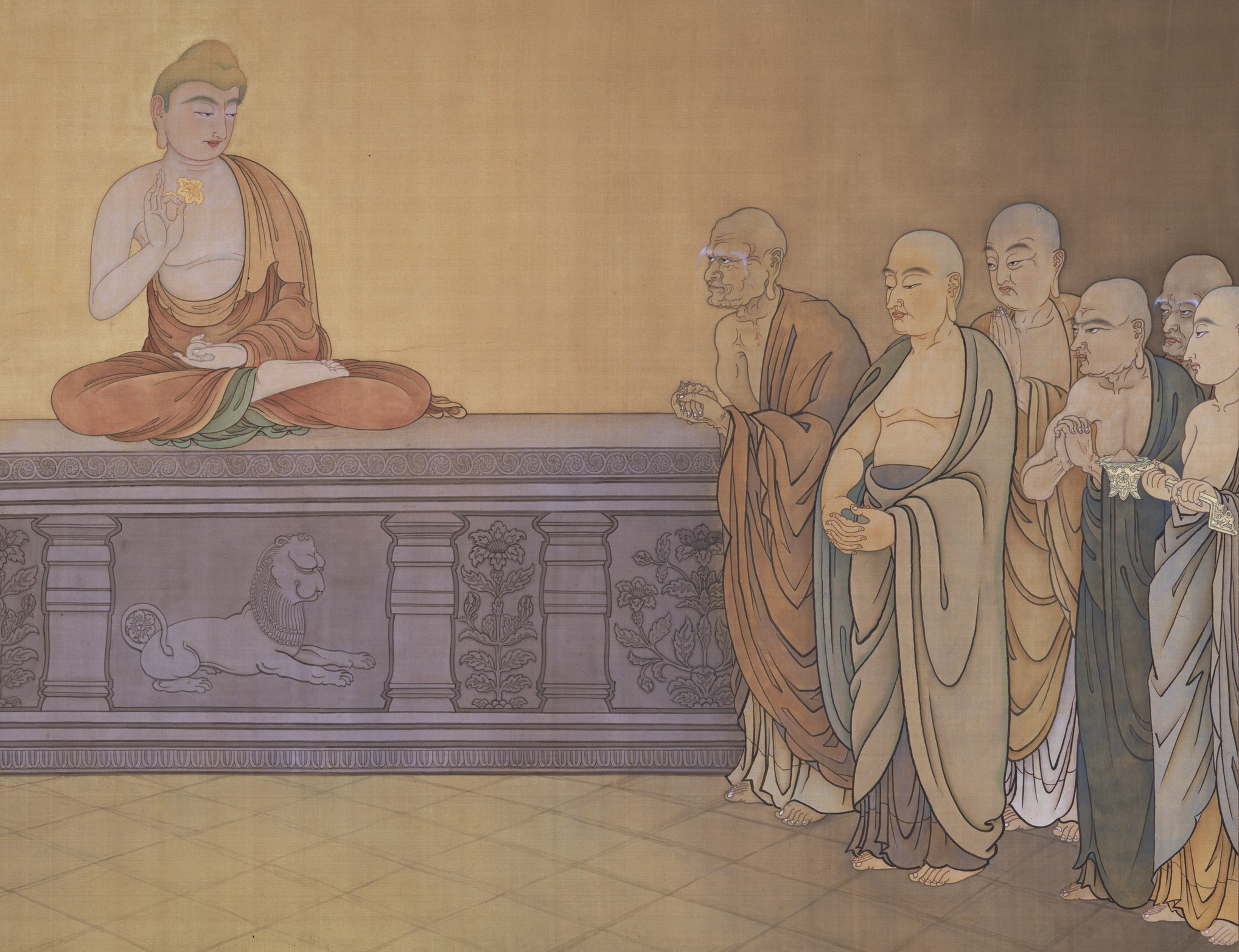
Transmisión de la mente sin uso de palabras.

El Sermón de las Flores es un cuento sobre el origen del budismo zen en el que Buda transmite su mente directamente al discípulo Mahākāśyapa. En el chino original, la historia es conocida como Niān huā wéi xiào (拈花微笑, literalmente "recoger una flor y sonreír").

## Contenido
El Buda da un sermón sin palabras a sus discípulos sosteniendo una flor. Nadie en la audiencia entiende el gesto excepto Mahākāśyapa, quien sonríe. Se convertirá en el primer patriarca del budismo zen.
La "Puerta sin puerta" de Wumen Huikai recoge la transmisión de la siguiente manera:
世尊、昔、在靈山會上拈花示衆。
Cuando el Buda Shakyamuni estaba en el monte Grdhrakuta, tendió una flor a sus oyentes.
是時、衆皆默然。
Todos estaban en silencio.
惟迦葉者破顔微笑。
Mahakashyapa sonrió.